# منتخب غانا تحت 20 سنة لكرة القدم
منتخب غانا تحت 20 سنة لكرة القدم (بالإنجليزية: Ghana national under-20 football team) هو ممثل غانا الرسمي في المنافسات الدولية في كرة القدم في فئة كرة قدم تحت 20 سنة للرجال.